# Ilulissat
Ilulissat (duń. Jakobshavn) – miasto w zachodniej części Grenlandii, w dystrykcie Ilulissat, siedziba gminy Avannaata. Jest położone nad zatoką Qeqertarsuup Tunua (Disko Bugt). Zostało założone w 1741. Liczba mieszkańców: 4606 (2011 r.). Ilulissat jest trzecim pod względem liczby ludności miastem na Grenlandii i ośrodkiem turystycznym wyspy (m.in. fiordy). Nazwa w języku grenlandzkim oznacza "góry lodowe". Przemysł spożywczy: przetwórstwo ryb i krewetek.

## Położenie
Ilulissat leży około 2 km na północ od ujścia fiordu Ilulissat do zatoki Qeqertarsuup Tunua. Fiord ten ma ok. 40 km długości, 7 km szerokości i do 1200 m głębokości. U jego nasady leży Sermeq Kujalleq (Jakobshavn Isbræ) – najszybciej przesuwający się lodowiec świata. Przemieszcza się on w tempie do 19 m dziennie w kierunku zachodnim. Odłamują się od niego przy tym góry lodowe, mogące mieć do kilku kilometrów długości i do kilometra wysokości. Wystają na 150 m ponad powierzchnię wody. Wraz z pływami morskimi przesuwają się one wzdłuż fiordu, aż trafią na wypiętrzenie dna u wylotu fiordu o głębokości ok. 300 m. Większe góry lodowe zatrzymują się w tym miejscu, co powoduje gromadzenie się lodu. W 2004 roku fiord wpisano na listę światowego dziedzictwa UNESCO.
Na zachód od Ilulissat leży zatoka Qeqertarsuup Tunua z wyspą Qeqertarsuaq.

## Historia
Ilulissat został założony w 1741 roku w odległości ok. 2 km od Sermermiut – ówcześnie największej osady na wyspie, liczącej 250 mieszkańców. Jednym z najbardziej znanych mieszkańców Ilulissat był polarnik Knud Rasmussen, który badał Arktykę podczas licznych ekspedycji i przyczynił się do rozbudzenia samoświadomości Inuitów.

## Gospodarka
W Ilulissat działają przetwórnie ryb. Ważną gałęzią gospodarki stała się także w ciągu ostatnich 30 lat turystyka. Zimą, kiedy temperatury spadają do −30 °C (dzięki suchemu klimatowi mróz jest jednak łatwy do zniesienia), turystów przyciągają tu możliwości podróży w psich zaprzęgach. Latem, gdy temperatury są wyższe, z Ilulissat rozciągają się widoki na zatokę z topniejącymi górami lodowymi.
Ilulissat posiada port (dwa razy w tygodniu przybija tu prom, zapewniający połączenie z położonymi dalej na południe miastami Grenlandii) oraz lądowisko dla helikopterów (połączenia lotnicze zapewnia Air Greenland i Air Iceland).

## Transport

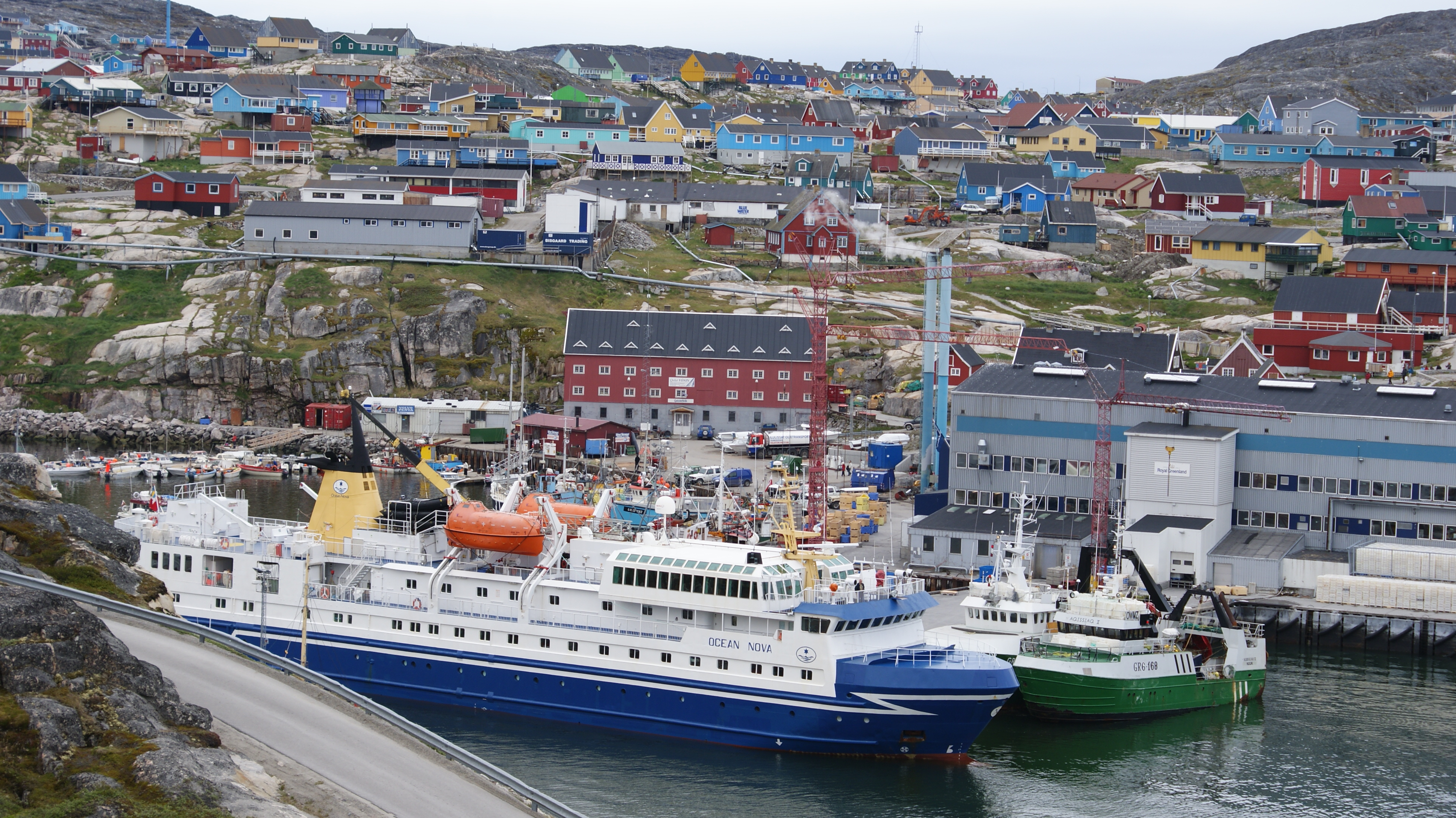
Port

- Lotniczy : Miasto posiada Port lotniczy Ilulissat, oddalony ok. 4 km od centrum miasta[7]. Port Lotniczy obsługują linie lotnicze Air Greenland[8] i Air Iceland do Reykjavíku
- Morski : W mieście znajduje się port morski, obsługiwany przez Arctic Umiaq Line.

## Populacja
Według danych oficjalnych liczba mieszkańców w roku 2011 wynosiła 4606 osób.

## Klimat
Ilulissat znajduje się na zachodnim wybrzeżu, 250 km za kołem podbiegunowym. Panuje tam klimat subpolarny. Średnie temperatury wynoszą: w lipcu 11 °C (dzień), 5 °C (noc) oraz w marcu -12 °C (dzień), -19 °C (noc).

## Miasta partnerskie
- Fuglafjørður, Wyspy Owcze